# Nautilus (fotografie)

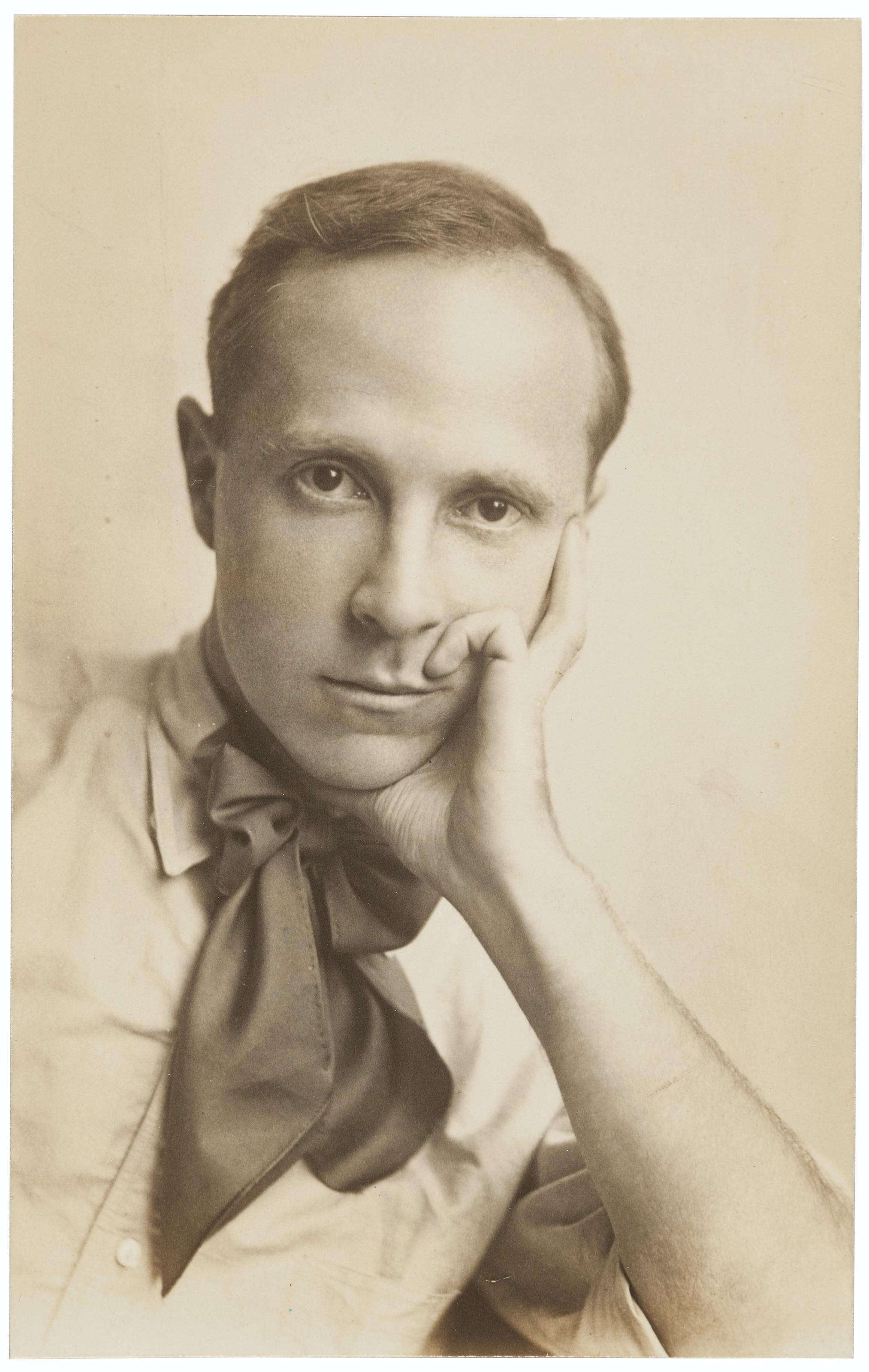
Rae Davis: Edward Weston, asi 1914

Nautilus nebo také Shell (Ulita) je černobílá fotografie mušle nautila na tmavém pozadí, kterou pořídil Edward Weston v roce 1927. Nese označení „jedna z nejslavnějších fotografií, kdy kdo udělal“ a „měřítko modernismu v historii fotografie“.

## Inspirace
V únoru 1927 navštívil Weston ateliér karmelské umělkyně Henrietty Shore a všiml si několika malovaných obrazů mořských mušlí. Je známo, že se dochoval pouze jeden z těchto obrazů(leden 2011) a je na něm velký a nautilus na tmavém poli, velmi podobný Westonovým výsledným fotografiím. Ve svých spisech dal Weston jasně najevo, že její obrazy na něj měly hluboký vliv:
Díky obrazu Henrietty jsem si začal všímat mušlí. Nikdy předtím jsem loděnku hlubinnou (nautilus pompilius) neviděl. Kdyby ano, moje reakce by byla okamžitá. Pokud budu pouze kopírovat vyjádření Henrietty, moje práce žít nebude. Pokud budu stimulován a budu pracovat se skutečnou extází, bude žít.

## Fotografování
Během měsíce začal fotografovat několik různě velkých nautilů, ať už vcelku, nebo rozříznutých na polovinu, aby vynikla jejich vnitřní struktura. Používal k tomu svou profesionální velkoformátovou fotografickou kameru Ansco 8×10" s objektivem Rapid Rectilinear s clonou US256 (ekvivalent f/64). Poznámky, které si dělal o svých expozicích během tohoto období dokazují, že citlivost filmu, který používal, přibližně odpovídá hodnotě 16 v současném ISO měřítku.
Kvůli technickým omezením filmu a fotoaparátu, který používal, byl nucen provádět extrémně dlouhé expozice, které byly snadno zničeny vibracemi. Westonův vnuk Kim Weston řekl, že jeho dědeček opřel mušli na konci olejového bubnu (oblouk bubnu je sotva vidět na pozadí obrazu) a tenká hlava kovového olejového bubnu byla citlivá na sebemenší pohyb. Weston vyjádřil své zklamání ve svém Deníku:
Středa 15. června: Včera jsem se pokusil znovu: Výsledek? Pohyb! Expozice trvala čtyři hodiny, takže opakovat to není žádná radost, s veškerou starostí udržet v klidu děti a kočku. Ale já pokračoval a čekal na vývoj.

Čtvrtek 16. června: Mušle se opět pohnuly! Muselo to být kvůli těžkým kamionům, které otřásají budovou. Každopádně jsem se přestal snažit: nemůžu si dovolit obětovat další film.

Zaznamenal, že během několika měsíců udělal čtrnáct negativů. Není přesně známo, kdy pořídil tento konkrétní snímek, ale muselo to být někdy v době od 1. dubna do 8. června 1927, kdy ve svém Deníku poznamenal:
Včera večer jsem tisknul a jsem připraven všechny negativy mušlí vystavit…

## Reakce
Nautilus je uznáván jako jeden z největších Westonových snímků, ale všechny jeho obrazy mušlí mají pro něho větší cenu než život. Westonův životopisec Ben Maddow prohlásil, že to, co je na mušlích tak pozoruhodné, „není o detailech ani o monumentalitě forem, nebo alespoň ne o nich samotných. Ale je to o konkrétním světle, o vnitřní luminiscenci, zářící život, který tam Weston viděl ještě před tím, než přiložil objektiv.“
Jeden historik napsal: „Mušle Nautilus se ukázala jako zlom ve Westonově kariéře a znamenala významnou fázi v jeho vývoji jako jednoho z největších fotografů 20. století, průkopníka moderního umění, jehož ohromující jednoduchost a technické mistrovství jiní autoři často napodobovali, ale nikdy se jim to tak nepodařilo.“
O Westonových záměrech při fotografování mušlí bylo řečeno mnoho. Zaznamenal, že někteří z prvních lidí, kteří je viděli, měli intenzivní erotické reakce:
Tina Modottiová: Edward - nic z umění nemělo vliv na tyto fotografie. Nedokážu se na ně dívat velmi dlouho, aniž bych se necítila nesmírně rozrušena, znepokojují mě nejen psychicky, ale i fyzicky. Existuje v nich něco tak čistého a zároveň tak zvráceného…, jsou mystické a erotické."

Diego Rivera (jak popsala Tina Modottiová): "Tyto fotografie jsou biologické, vedle estetických emocí, které mě fyzicky vzrušují - koukni na mé čelo, jak je zpocené. Takže - není W. velmi smyslný?"

Rene d'Harnoncourt (jak popsala Tina Modottiová): "Bez mého vyřčení slovíčka erotický, jej také použil. Stejně jako já vyjádřil, že tyto dojmy v něm vznikly. Říkal, že se mu zní podlamují kolena“.

Ve stejné době Weston ve svých spisech silně popřel, že by měl nějakou myšlenku, natož záměr, zachytit erotickou symboliku:
Ne! Neměl jsem žádné takové myšlenky - nikdy. Pracoval jsem s čistějším rozhodnutím čiré estetické formy. Věděl jsem, že je to záznam z nitra, můj pocit života, jaký jsem nikdy předtím neměl. Nebo ještě lépe, když byly negativy konečně vyvolány, uvědomil jsem si, co jsem cítil, protože když pracuji, nikdy nevím co dělám.

Ne! Mušle jsou příliš velkou sublimací všech mých prací a života. Jiní na nich hledají to, co chtějí dostat - a očividně to dělají!

Přesto v jiném záznamu o jednom ze svých snímků aktů řekl: „Viděl jsem opakovaně křivky stehen a lýtek, holenní kosti, kolena a stehna, které tvoří tvary, které se neliší od velkých mořských mušlí…“
Weston napsal, že vytvořil dvacet osm tisků tohoto obrazu na nejméně čtyřech různých typech papíru, včetně matného Kodak Azo a pololesklého Agfa Convira. V nemnoha časných verzích rozšířil dolní okraj obrazu až k viditelným zářezům na kraji negativním filmu. Většina tisků má rozměry přibližně 24 × 19 cm.
Dne 13. dubna 2010 byl výtisk této fotografie vyrobený Westonem z roku 1927 prodán za 1.082.500 amerických dolarů v aukci v New Yorku. K lednu 2013 se jednalo o čtrnáctou nejdražší fotografii, která byla kdy prodána. Weston ji původně prodával za 10 dolarů.
Pozitivní tisky tohoto snímku jsou nyní ve sbírkách Centra pro kreativní fotografii, Domu George Eastmana a Muzea moderního umění.